# Egypte op de Olympische Zomerspelen 1924
Egypte nam deel aan de Olympische Zomerspelen 1924 in Parijs, Frankrijk. Er werden geen medailles gewonnen.

## Deelnemers en resultaten

### Atletiek
| Olympiër         | Discipline | Resultaat  | Prestatie     |
| ---------------- | ---------- | ---------- | ------------- |
| Mohamed El-Sayed | 1500m (m)  | 1ste ronde | serie 1: 4de  |
| Mohamed El-Sayed | 5000m (m)  | 1ste ronde | serie 1: 10de |

### Boksen
| Olympiër      | Discipline  | Resultaat | Prestatie                    |
| ------------- | ----------- | --------- | ---------------------------- |
| Michel Haddad | -61,2kg (m) | 17e       | 1ste ronde: V van ITA Marfut |

### Gewichtheffen
| Olympiër   | Discipline | Resultaat | Prestatie |
| ---------- | ---------- | --------- | --- |
| Ahmed Samy | -75kg (m)  | 4e        | trekken 1-hand: 5de met 72,5kg stoten 1-hand: 11de met 77,5kg drukken: 1ste met 97,5kg trekken: 6de met 85kg stoten: 5de met 115kg totaal: 447,5kg |

### Schermen
| Olympiër        | Discipline | Resultaat | Prestatie                                                                                 |
| --------------- | ---------- | --------- | ----------------------------------------------------------------------------------------- |
| Krikor Agathon  | degen (m)  | 30e       | 1ste ronde groep C: 6de met 4 overwinningen kwartfinale groep A: 8ste met 3 overwinningen |
| Ahmed Hassanein | degen (m)  | 68e       | 1ste ronde groep B: 10de met 0 overwinningen                                              |
| Joseph Misrahi  | degen (m)  | 25e       | 1ste ronde groep A: 3de met 5 overwinningen kwartfinale groep D: 7de met 4 overwinningen  |

### Schietsport
| Olympiër       | Discipline              | Resultaat | Prestatie |
| -------------- | ----------------------- | --------- | --------- |
| Krikor Agathon | 25m snelvuurpistool (m) | 9e        | 17 punten |

### Voetbal
| Olympiër | Discipline | Resultaat | Prestatie                                                                       |
| --- | ---------- | --------- | ------------------------------------------------------------------------------- |
| Ali al-Hasani Sayed Houda Mohamed El-Mahdwy Sayed Fahmy Abaza Fouad Gamil Abdel Salam Hamdy Hussein Hegazi Riskalla Henain Mahmoud Ismail Hooda Housny Khalil Ahmed Mansour Mahmoud Marei Abdel Kader Mohamed Abdel Hamid Moharren Mahmoud Mokhtar El-Tetsh Gamil Osman Ali Mohamed Riad Mohamed Ali Rostam Ahmed Salem Riad Shawki Kamel Taha Ibrahim Yakan | mannen     | 5e        | 1ste ronde: vrij 2de ronde: W van Hongarije: 3-0 kwartfinale: V van Zweden: 0-5 |

### Wielersport
| Olympiër            | Discipline  | Resultaat | Prestatie      |
| Baan                | Baan        | Baan      | Baan           |
| ------------------- | ----------- | --------- | -------------- |
| Mohamed Ali Mahmoud | 50km (m)    | onbekend  |                |
| Ahmed Salem Hassan  | 50km (m)    | onbekend  |                |
| Mohamed Madkour     | 50km (m)    | onbekend  |                |
| Weg                 |             |           |                |
| Ahmed Salem Hassan  | tijdrit (m) | DNF       | niet gefinisht |
| Mohamed Madkour     | tijdrit (m) | 46e       | 7:35.38,4      |

### Worstelen
| Olympiër         | Discipline     | Resultaat      | Prestatie |
| Grieks-Romeins   | Grieks-Romeins | Grieks-Romeins | Grieks-Romeins |
| ---------------- | -------------- | -------------- | --- |
| Ahmed Rahmy      | -67kg (m)      | 20e            | 1ste ronde: V van HUN Keresztes 2de ronde: V van TCH Kratochvíl |
| Ibrahim Moustafa | -75kg (m)      | 4e             | 1ste ronde: W van ITA Testonni 2de ronde: W van FRA Baumert 3de ronde: vrij 4de ronde: W van NED Misset 5de ronde: V van SWE Svensson 6de ronde: V van SWE Westergren |

Argentinië · Australië · België · Brazilië · Brits-Indië · Bulgarije · Canada · Chili · Cuba · Denemarken · Ecuador · Egypte · Estland · Filipijnen · Finland · Frankrijk · Griekenland · Groot-Brittannië · Haïti · Hongarije · Ierland · Italië · Japan · Joegoslavië · Letland · Litouwen · Luxemburg · Mexico · Monaco · Nederland · Nieuw-Zeeland · Noorwegen · Oostenrijk · Polen · Portugal · Roemenië · Spanje · Tsjecho-Slowakije · Turkije · Uruguay · Verenigde Staten · Zuid-Afrika · Zweden · Zwitserland